# Нойнхайлинген
Нойнхайлинген (нем. Neunheilingen) — община в Германии, в земле Тюрингия. 
Входит в состав района Унструт-Хайних. Подчиняется управлению Шлотайм.  Население составляет 498 человек (на 31 декабря 2010 года). Занимает площадь 14,57 км².